# Kiéré (Houndé)
Pour les articles homonymes, voir Kiéré.
Kiéré est une commune rurale située dans le département de Houndé de la province de Tuy dans la région des Hauts-Bassins au Burkina Faso.

## Géographie
Kiéré se trouve à 20 km au nord de Houndé.

## Santé et éducation
Kiéré accueille un centre de santé et de promotion sociale (CSPS).